# Grand Prix du Conseil municipal (cyclisme)
Ne doit pas être confondu avec le Grand Prix du Conseil municipal ou le Prix du Conseil de Paris qui sont des courses hippiques.
Le Grand Prix du Conseil municipal de la ville de Paris est une ancienne compétition de vitesse, cyclisme sur piste, créée en 1905,  organisée annuellement au premier vélodrome d'hiver, puis au vélodrome d'Hiver à partir de 1911.
La réunion du Grand Prix du Conseil municipal était, chaque année, parmi les plus importantes courses de la saison hivernale. L'importance du Grand Prix du Conseil municipal était d'ailleurs telle qu'on le considérait généralement comme une réplique du Grand Prix de Paris,.
Une épreuve de demi-fond est créée en 1925 et se déroule le même jour au Vél' d'Hiv.

## Palmarès

### Vitesse
| Année            | Vainqueur          | Deuxième           | Troisième            |
| ---------------- | ------------------ | ------------------ | -------------------- |
| 1905             | Gabriel Poulain    | Émile Friol        | Henri Mayer          |
| 1906,            | Otto Meyer         | Thorvald Ellegaard | Charles Van Den Born |
| 1907,            | Gabriel Poulain    | Walter Rütt        | Charles Van Den Born |
| 1908             | ?                  | ?                  | ?                    |
| 1909-1910        | Non-disputé        | Non-disputé        | Non-disputé          |
| 1911             | Émile Friol        | Cesare Moretti     | André Auffray        |
| 1912,            | Émile Friol        | Victor Dupré       | Marcel Dupuy         |
| 1913             | Léon Hourlier      | Thorvald Ellegaard | Frank Kramer         |
| 1914             | Frank Kramer       | Victor Dupré       | Émile Friol          |
| 1915-1924        | Non-disputé        | Non-disputé        | Non-disputé          |
| 1925,            | Ernest Kauffmann   | Lucien Michard     | Maurice Schilles     |
| 1926,            | Lucien Michard     | Lucien Faucheux    | Jean Cugnot          |
| 1927 (janvier)   | Lucien Michard     | Avanti Martinetti  | Willie Spencer       |
| 1927 (décembre), | Avanti Martinetti  | Lucien Michard     | Orlando Piani        |
| 1928             | -                  |                    |                      |
| 1929 (janvier),  | Peter Moeskops     | Lucien Michard     | Lucien Faucheux      |
| 1929 (décembre), | Lucien Michard     | Raymond Mourand    | Lucien Faucheux      |
| 1930,            | Lucien Michard     | Avanti Martinetti  | Peter Moeskops       |
| 1931,            | Willy Falck Hansen | Jef Scherens       | Louis Gérardin       |
| 1932,            | Jef Scherens       | Louis Gérardin     | Avanti Martinetti    |
| 1933,            | Lucien Faucheux    | Willy Falck Hansen | Louis Gérardin       |
| 1934,            | Lucien Michard     | Jef Scherens       | Marcel Jézo          |
| 1935             |                    |                    |                      |
| 1936 (février),  | Jef Scherens       | Lucien Michard     | Jacobus van Egmond   |
| 1936 (décembre), | Lucien Michard     | Louis Gérardin     | Jef Scherens         |
| 1937             | -                  |                    |                      |
| 1938 (janvier),  | Louis Gérardin     | Jef Scherens       | Arie van Vliet       |
| 1938 (novembre), | Bruno Loatti       | Lucien Michard     | Louis Chaillot       |
| 1939-1941        | Non-disputé        | Non-disputé        | Non-disputé          |
| 1942 (février),  | Arie van Vliet     | Louis Gérardin     | Jan Derksen          |
| 1942 (décembre)  | Jef Scherens       | Arie van Vliet     | Émile Gosselin       |
| 1947,            | Arie van Vliet     | Louis Gérardin     | Jan Derksen          |
| 1948             |                    |                    |                      |
| 1949             | Reginald Harris    | Pierre Iacoponelli | Émile Gosselin       |
| 1950             | Reginald Harris    | Louis Gérardin     | Jan Derksen          |
| 1951             |                    |                    |                      |
| 1952,            | Reginald Harris    | Arie van Vliet     | Jacques Bellenger    |
|                  |                    |                    |                      |

### Demi-fond
| Année            | Vainqueur          | Deuxième          | Troisième        |
| ---------------- | ------------------ | ----------------- | ---------------- |
| 1925,            | Robert Grassin     | Léon Parisot      | Victor Linart    |
| 1926,            | Victor Linart      | Frank Keenan      | René Marronnier  |
| 1927 (janvier)   | Charles Jaeger     | Robert Grassin    | Victor Linart    |
| 1927 (décembre), | Robert Grassin     | Henri Sausin      | Paul Krewer      |
| 1928             |                    |                   |                  |
| 1929 (janvier),  | Robert Grassin     | Victor Linart     | Charles Jaeger   |
| 1929 (décembre), | Georges Paillard   | Robert Grassin    | Erich Möller     |
| 1930,            | Robert Grassin     | Charles Lacquehay | Victor Linart    |
| 1931,            | Walter Sawall      | Auguste Wambst    | Victor Linart    |
| 1932,            | Charles Lacquehay  | André Raynaud     | Robert Grassin   |
| 1933,            | Charles Lacquehay  | Georges Paillard  | Robert Grassin   |
| 1934,            | Charles Lacquehay  | Robert Grassin    | Paul Krewer      |
| 1935             |                    |                   |                  |
| 1936 (février),  | Maurice Richard    | Jean Maréchal     | Ernest Terreau   |
| 1936 (décembre), | Auguste Wambst     | André Raynaud     | Georges Paillard |
| 1937             |                    |                   |                  |
| 1938 (janvier),  | Edoardo Severgnini | Georges Paillard  | Krauss           |
| 1938 (novembre), | Auguste Wambst     | Albert Gabard     | Georges Wambst   |
| 1942 (février),  | Raoul Lesueur      | Louis Minardi     | Jacques Besson   |
| 1942 (décembre), | Jacques Besson     | Georges Sérès     | Paul Chocque     |
| 1947,            | Elia Frosio        | Louis Minardi     | Henri Lemoine    |
| 1948             |                    |                   |                  |
| 1949             | Guy Bethery        | August Meuleman   | Raoul Lesueur    |
| 1950             | Jacques Besson     | Elia Frosio       | Raoul Lesueur    |
| 1951             |                    |                   |                  |
| 1952             | Raoul Lesueur      | Guy Solente       | Verschueren      |
|                  |                    |                   |                  |

### Autres formats
| Année                       | Vainqueur                              | Deuxième                 | Troisième                |
| --------------------------- | -------------------------------------- | ------------------------ | ------------------------ |
| 1932 (omnium)               | Maurice Archambaud                     | André Leducq             | Jean Aerts               |
| 1942 février (américaine),  | Émile Idée Georges Guillier            | Émile Ignat Guy Lapébie  | Paul Maye Raoul Breuskin |
| 1942 décembre (américaine), | Odiel Vanden Meerschaut Norbert Buysse | Romain Maes Sylvère Maes | Roux André Desmoulins    |
|                             |                                        |                          |                          |